# Ярков Олександр Іванович
Олекса́ндр Іва́нович Ярков (нар. 22 серпня 1972 Бармашове, Жовтневий район, Миколаївська область — 10 грудня 2014 Луганське, Артемівський район, Донецька область) — солдат Збройних Сил України, учасник російсько-української війни.

## Короткий життєпис
Олександр Іванович Ярков народився 22 серпня 1972 року у селі Бармашове Жовтневого району Миколаївської області. Все життя прожив у селі Добре Баштанського району Миколаївської області.
Закінчив Добренську загальноосвітню школу та Кіровоградський технікум радіоелектроніки. Працював майстром телевізійної апаратури, працівником Укрзалізниці: Миколаївської дистанції сигналізації і зв'язку та Миколаївського ДЕПО.
В РА служив у 56-й десантно-штурмовій бригаді. Під час служби в РА перебував на кордоні з Афганістаном.
З липня 2014-го — доброволець; водій, 42-й окремий мотопіхотний батальйон — 57-ма окрема мотопіхотна бригада. Розвідник, кільканадцять разів був на території, зайнятій терористами, діставши розвіддані.
10 грудня 2014-го загинув під час виконання бойового завдання біля Луганського.
Похований у селі Добре, Баштанський район. Останню дорогу Олександру встелили квітами. Без Олександра лишилися мама, дружина, двоє дітей.

## Нагороди та вшанування
- Указом Президента України № 311/2015 від 4 червня 2015 року, «за особисту мужність і високий професіоналізм, виявлені у захисті державного суверенітету та територіальної цілісності України, вірність військовій присязі», нагороджений орденом «За мужність» III ступеня (посмертно)[1].
- 22 лютого 2018 року в Миколаївській дистанції сигналізації та зв'язку відкрили меморіальну дошку[2].
- Вшановується в меморіальному комплексі «Зала пам'яті», в щоденному ранковому церемоніалі 10 грудня[3][4].